# Melasina linicoma
Melasina linicoma är en fjärilsart som beskrevs av Edward Meyrick 1914. Melasina linicoma ingår i släktet Melasina och familjen säckspinnare. Inga underarter finns listade i Catalogue of Life.